# Ash (South Somerset)
 (octobre 2023).
Pour les articles homonymes, voir Ash.
Ash est une paroisse civile et un village du Somerset, en Angleterre.